# 個案建商
個案建商，又稱一案建商，為臺灣房地產業的名詞，係指僅興建一個或少量建築案場、案成之後立刻結束公司的建築商。在臺灣住宅建築產業興起之後，於1970年代起普遍存在，臺灣知名建設集團如宏國集團、宏泰集團、聯邦集團均曾先後成立大量個案公司，推案完成後立即結業。
| 名稱     | 存續期間    | 建案起造人 | 建築案場     |
| -------- | ----------- | ---------- | ------------ |
| 宏安建設 | 1972-1976年 | 謝村田     | 新莊宏安社區 |
| 文化建設 | 1972-1974年 | 謝英火     | 文化致理社區 |
| 宏全建設 | 1975-1984年 | 謝村田     | 新莊宏全社區 |
| 宏程建設 | 1975-1987年 | 謝隆盛     |              |
| 宏傑建設 | 1979-1983年 | 謝村田     | 原東星大樓   |
| 寶傑建設 |             | 謝村田     |              |

個案建商大多為中小企業，也有知名建商成立多家公司，用以起造建築案，竣工後以集團名稱銷售，將起造公司結束。如宏國集團陸續成立宏安、文化、宏全、宏程、宏傑建設公司。921地震中倒塌的東星大樓即是宏國集團的個案建商所興建。
在1990年代的臺灣不動產業，有六成以上的建築公司可歸類為「一案建商」:32，另有一說高達六成五:29，銷售量佔市場比例約三成。:1
一案建商又可分為兩類，一類為真正新進入不動產市場的建設公司，在開發一案之後退出市場；另一類則是開發一案後即更換公司名稱，企圖逃避買賣糾紛、相關稅負及售後服務。:1
龐大的「一案建商」現象，增加了地方政府管理建築方面的困難。:1
2016年發生維冠金龍大樓倒塌事故，建築商負責人林明輝也被指稱是「個案建商」，藉此規避責任。